# حاجي قدرت كندي (قشلاق الجنوبي)
حاجي قدرت کندي (بالإنجليزية: Hajji Qadart Kandi)‏ هي قرية تقع في إيران في أردبيل. يقدر عدد سكانها بـ 48 نسمة .